# Alkyone (Tochter des Atlas)
Alkyone (altgriechisch Ἀλκυόνη Alkyónē) ist eine Gestalt der griechischen Mythologie.
Alkyone war eine der Plejaden, Tochter des Titanen Atlas und der Okeanide Pleione. Sie war die Geliebte des Meeresgottes Poseidon, mit dem sie die Söhne Hyrieus und Hyperenor sowie die Tochter Aithusa, Mutter des Eleuther, hatte.
Die Bewohner Troizens postulierten, dass Alkyone von Poseidon auch die Söhne Hyperes und Anthas hatte, Eponymen der Orte Hypereia und Antheia, aus denen durch Synoikismos Troizen entstanden sein soll; doch wird Anthas auch nach Anthedon versetzt. Hyginus gibt an, dass Alkyone darüber hinaus von Poseidon noch den Ephokeus oder Epopeus empfangen habe.